# Лагроле-Сен-Никола
Лагроле́-Сен-Никола́ (фр. Lagraulet-Saint-Nicolas, окс. L'Agraulet Sent Nicolau) — коммуна во Франции, находится в регионе Юг — Пиренеи. Департамент — Верхняя Гаронна. Входит в состав кантона Кадур. Округ коммуны — Тулуза.
Код INSEE коммуны — 31265.

## География

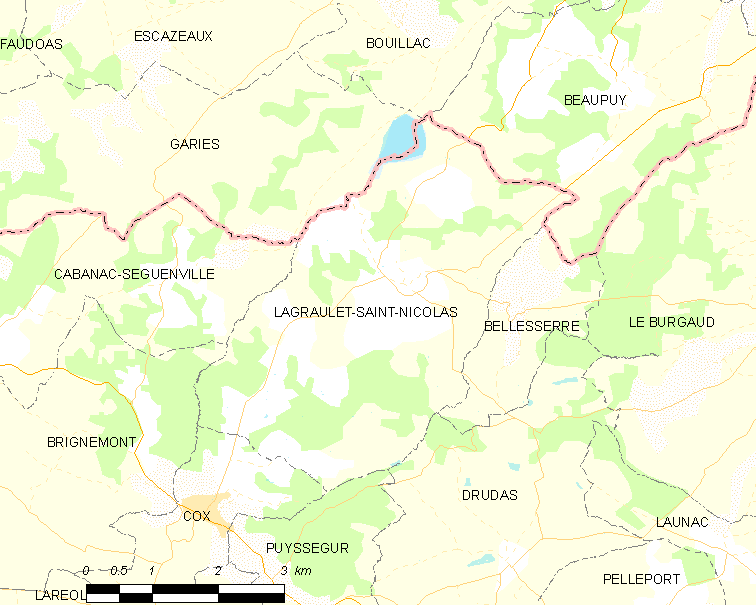
Карта коммуны

Коммуна расположена приблизительно в 580 км к югу от Парижа, в 37 км к северо-западу от Тулузы.

## Климат
Климат умеренно-океанический. Зима мягкая и снежная, весна характеризуется сильными дождями и грозами, лето сухое и жаркое, осень солнечная. Преобладают сильные юго-восточные и северо-западные ветры.

## Население
Население коммуны на 2010 год составляло 244 человека.
| 1962 | 1968 | 1975 | 1982 | 1990 | 1999 | 2010 |
| ---- | ---- | ---- | ---- | ---- | ---- | ---- |
| 200  | 209  | 161  | 152  | 163  | 145  | 244  |

## Администрация
| Период | Период | Фамилия      | Партия | Примечания |
| ------ | ------ | ------------ | ------ | ---------- |
| 1983   | 2001   | Роже Демуи   |        |            |
| 2001   | 2020   | Жерар Мазель |        |            |

## Экономика
В 2010 году среди 158 человек трудоспособного возраста (15—64 лет) 123 были экономически активными, 35 — неактивными (показатель активности — 77,8 %, в 1999 году было 65,4 %). Из 123 активных жителей работали 108 человек (64 мужчины и 44 женщины), безработных было 15 (7 мужчин и 8 женщин). Среди 35 неактивных 11 человек были учениками или студентами, 11 — пенсионерами, 13 были неактивными по другим причинам.

## Достопримечательности
- Церковь Св. Мартина